# Haagse Bos
Haagse Bos è un quartiere dello stadsdeel di Haagse Hout, nella città dell'Aia. Oltre che da Haagse Bos, Haagse Hout è costituito dai quartieri di Benoordenhout, Bezuidenhout e Mariahoeve en Marlot.
In olandese Haagse significa dell'Aia mentre bos è un termine che sta per foresta.
Il quartiere di Haagse Bos è rettangolare e comprende il limite del vecchio centro cittadino a sud-ovest e il confine con Wassenaar a nord-est. È anche una delle più antiche foreste rimaste nel paese. Durante la seconda guerra mondiale, il parco fu utilizzato dai tedeschi per il lancio dei missili V-1 e V-2.

## Storia
In origine, Haagse Bos era parte di una più ampia foresta che si estendeva da 's-Gravenzande ad Alkmaar, semplicemente chiamata Die Hout (Il Bosco). Da questo nome deriva il termine Olanda il quale, a sua volta, deriva dal germanico Houtland ("terra boscosa"), diventato più tardi Holland. Della foresta originale rimane oggi solo Haagse Bos. Durante il regno di Guglielmo II e Fiorenzo V, l'estensione della foresta subì una considerevole riduzione per ampliare i territori disponibili e fornire legname per la costruzione della vicina fortezza, il Binnenhof, e del circostante villaggio dell'Aia. Dato che nel medio evo Haagse Bos era un sito di caccia molto frequentato dalla nobiltà olandese, vennero emanati regolamenti molto restrittivi per evitare che la foresta venisse completamente tagliata.
All'inizio della guerra degli ottant'anni, Haagse Bos subì un'ulteriore riduzione al fine di accrescere lo spazio destinato ai residenti dell'Aia. Nel 1571, approssimativamente un sesto di tutte le foreste di quercia furono dovute abbattere per costruire le difese contro l'esercito spagnolo. Nel cosiddetto "Atto di redenzione", firmato nel 1576 da Guglielmo I d'Orange veniva dichiarato che non venivano permessi ulteriori tagli o vendite della foresta. Questa legge è tutt'oggi valida. Durante l'occupazione francese all'inizio del XIX secolo, la foresta fu molto vicina a essere completamente abbattuta ma, a causa di alcuni sabotatori e di ritardi nei lavori, il piano non fu mai attuato. Dopo l'occupazione francese, nella foresta furono creati alcuni laghetti artificiali.
Durante la Seconda guerra mondiale la foresta fu utilizzata dai tedeschi per il lancio dei missili V-1 e V-2. La Royal Air Force, tentando di distruggere la base, a causa di un errore nella lettura delle carte, cielo coperto ed errato calcolo del vento bombardò l'adiacente quartiere di Bezuidenhout. Dal 1899 l'Amministrazione nazionale delle foreste dei Paesi Bassi (Staatsbosbeheer) è proprietaria e amministra il parco. Nonostante lo status di area protetta, due grandi strade attraversano la foresta: l'autostrada A12 e il viale Laan van Nieuw Oost Indië.